# 喬伊·歐桑納
約瑟夫·歐桑納（英語：Joseph F. Ossanna，1928年12月10日—1977年11月28日），暱稱喬伊·歐桑納（Joe Ossanna），生於美國密西根州底特律，計算機科學家，曾服務於貝爾實驗室。參與過Multics作業系統的軟體架構設計，也曾參與UNIX的早期研發。

## 生平
1952年取得韦恩州立大学工學學士。
喬伊·歐桑納加入貝爾實驗室之後，最早從事低噪音放大器、负反馈放大器的設計，衛星天線視角設計，電波行動散射理論以及統計資料處理等研究。1964年，貝爾實驗室計算機技術研發部門（Computing Techniques Research Department）加入Multics的研發，喬伊·歐桑納參與軟體設計工作。1967年，貝爾實驗室決定退出Multics計劃。